# MTV ao Vivo: Ivete Sangalo
MTV Ao Vivo (mais tarde renomeado para Ao Vivo - 10 Anos) é o primeiro álbum ao vivo e primeiro em vídeo da artista musical brasileira Ivete Sangalo. Lançado no dia 26 de abril de 2004 pela Universal Music, e produzido para a série de mesmo nome promovida pela MTV Brasil. O projeto realizado com intuito de comemorar os dez anos de carreira de Sangalo, foi gravado no antigo Estádio Octávio Mangabeira (atualmente Arena Fonte Nova) na cidade de Salvador, Bahia, e recebeu mais de 80 mil pessoas no dia 21 de dezembro de 2003. Sangalo e o músico Alexandre Lins assinam a produção musical do disco, que conta com a participação de vários artistas, como o guitarrista Davi Moraes, marido da cantora na época (em "Astral"); o cantor e ex-ministro da Cultura Gilberto Gil (em "Céu da Boca"); a dupla pop Sandy & Junior (em "Se Eu Não Te Amasse Tanto Assim"); o cantor Tatau (líder do Ara Ketu em "Arerê"); e as cantoras Daniela Mercury (em "Pan-Americana"); e Margareth Menezes (em "Chão da Praça").
O álbum conta com sucessos do catálogo anterior de Sangalo, além de algumas faixas inéditas e regravações de canções gravadas na época em que Sangalo assumida os vocais da Banda Eva e "Chica Chica Boom Chic", sucesso de Carmen Miranda. A versão em DVD do projeto, inclui, como material extra, a discografia de Sangalo desde 1994, uma galeria de fotos e a versão para televisão do programa exibido pela MTV, com entrevistas com a cantora intercaladas entre as músicas. O DVD tornou-se um marco na carreira da musicista, transformando-a no maior nome do axé music no país e a cantora mais popular e vendida do Brasil. O projeto recebeu revisões mistas por críticos de música, que aprovaram a escolha do repertório do álbum e os vocais ao vivo da cantora, porém alguns acharam que alguns duetos apresentados não acrescentavam muito a obra. Com MTV Ao Vivo à cantora obteve seu primeiro Grammy Latino, na categoria de Melhor Álbum de Música Regional ou de Raizes Brasileiras, depois de cinco anos de indicações frustradas.
MTV Ao Vivo tornou-se um enorme sucesso comercial, vendendo 2,6 milhões de cópias de unidade físicas, recebendo certificação de diamante quíntuplo pela Associação Brasileira dos Produtores de Discos (ABPD), sendo o álbum mais vendido não só do programa MTV ao Vivo como de toda história da MTV Brasil. Para promover o projeto, um grande trabalho de divulgação foi feito por Sangalo, que inclui apresentações ao vivo em programas de televisão como Caldeirão do Huck e Domingão do Faustão, além de ter iniciado a Turnê MTV Ao Vivo (2004-2005), com datas pela Europa, América do Norte e Ásia. De MTV Ao Vivo, três singles foram lançados. O primeiro, "Flor do Reggae", teve seu lançamento ocorrido em março de 2001, figurou entre as primeiras posições nas rádios por semanas, sendo a segunda canção mais tocada no ano de 2004 no Brasil. O segundo single foi lançado em 2 de agosto de 2004, sendo ele "Faz Tempo", uma balada romântica. Em 10 de dezembro do mesmo ano, a terceira e última canção de trabalho do disco é emitida, sendo ela "Céu da Boca" e tendo com esta alcançado as cinco primeiras colocações nas rádios brasileiras.

## Antecedentes
Após três álbuns de estúdio consecutivos, lançados entre 1999 e 2001, Sangalo anunciou em fevereiro de 2003, durante o Festival de Verão de Salvador, a intenção de realizar seu primeiro projeto ao vivo para celebrar seus 10 anos de carreira, a ser gravado em abril e maio daquele ano, na casa noturna Pier Bahia, de propriedade da artista. A cantora chegou a receber um convite da rede de televisão MTV Brasil, para gravar um disco ao vivo – para a série MTV ao Vivo – mas recusou. Na época, a cantora justificou a recusa do convite: "Cheguei à conclusão de que deveria esperar mais um pouco. A Banda Eva já tinha um disco ao vivo e eu acho que ainda preciso construir uma carreira consistente para formar um repertório que tenha uma história e justifique um disco ao vivo. Acho que todo disco deve ter um romantismo. Mas ainda tenho grandes planos com a MTV pela frente," disse Sangalo.
Após a recusa, Sangalo optou por gravar e lançar seu quarto álbum de estúdio, Clube Carnavalesco Inocentes em Progresso, em agosto de 2003, que tornou-se um grande sucesso, impulsionado pelo single "Sorte Grande" que tornou-se o hino dos brasileiros nos Jogos Olímpicos de Atenas de 2004 e a música mais pedida das rádios. Em entrevistas, a cantora era categórica ao responder sobre o projeto ao vivo: "Não pensei nisso ainda. Não estou precisando". Entretanto, após alguns meses do álbum lançado, Sangalo aceitou o convite da MTV, alegando: "Foi difícil resistir ao convite por causa dos pedidos do público. Juntamos a oportunidade aos pedidos dos fãs e realizamos o ao vivo". Numa entrevista, Sangalo explicou, "Eu ainda não tinha uma estrutura de show para um projeto desse porte. Se era para fazer um MTV Ao Vivo, tinha que ser bem-feito".

## Gravação  e lançamento

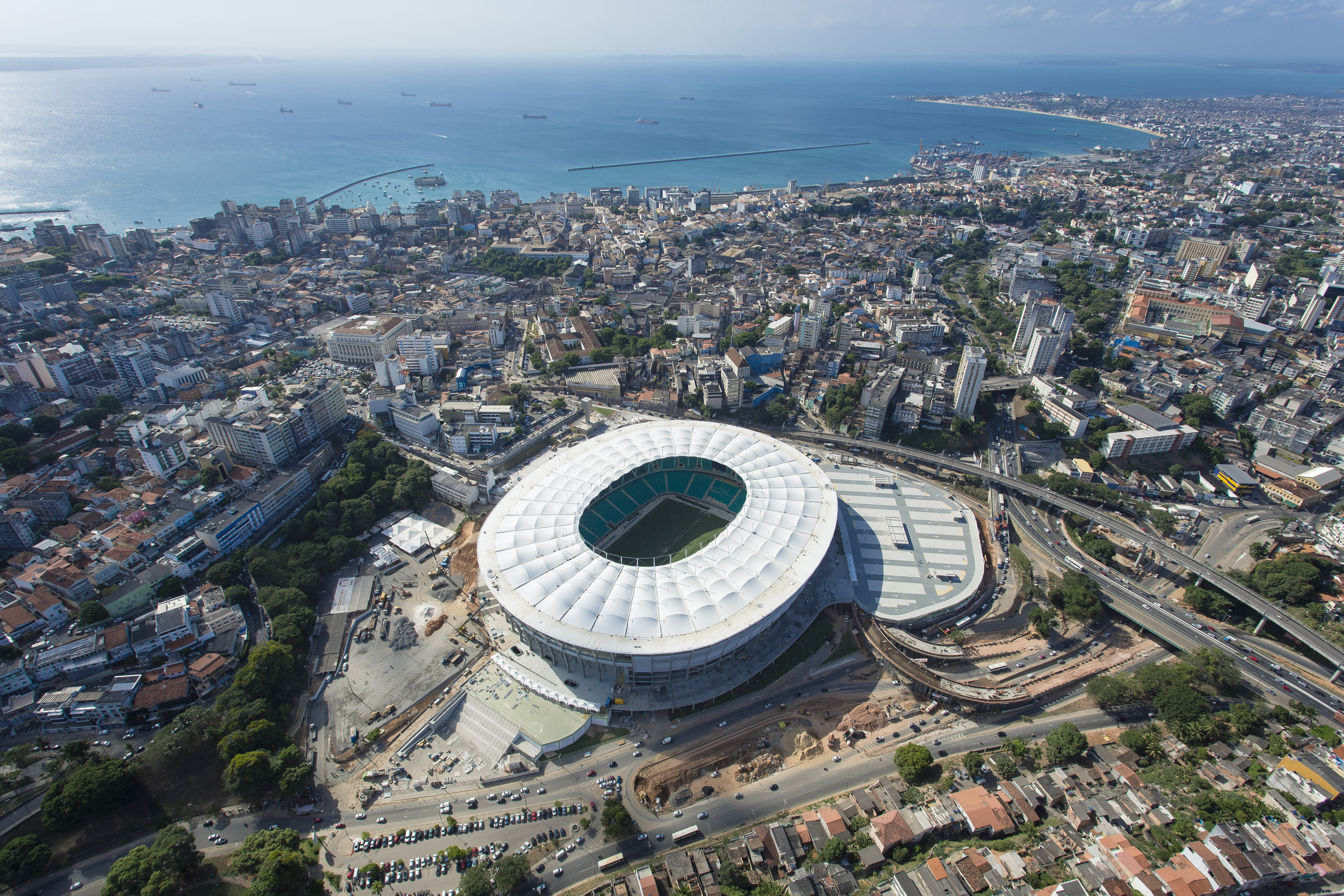
Vista aérea da Arena Fonte Nova, onde o DVD foi gravado.

Depois de um período de ensaios, o show foi gravado no dia 21 de dezembro de 2003, a partir das 18h, no antigo Estádio Octávio Mangabeira, atualmente Arena Fonte Nova, na cidade de Salvador no estado da Bahia. No palco, Sangalo foi acompanhada por Rudnei Monteiro e Juninho (guitarra), Gigi (baixo), Radamés (teclado), Toinho Batera (bateria), Letieres Leite (sax), Guiga Scott (trompete) Ferrerinha (trombone), Cara de Cobra, Márcio Brasil e Fábio Almeida (percussão), Patrícia Sampaio (backing vocal), Amilton Lino, Celso, Dudé e Fabio Molejo (bailarinos). Durante o concerto, Sangalo praticou com eles diversas coreografias, trocando cinco figurinos no decorrer do show, confeccionados por Pat Zufa e seu braço direito Higor, maquiada por Tom Reis. Sangalo em algumas das canções presentes na obra, estão o ex-ministro da Cultura, Gilberto Gil (em "Céu da Boca"), está entre os convidados, que ainda incluem Sandy (Se Eu Não Te Amasse Tanto Assim e "Desperdiçou") e o marido de Sangalo na época, Davi Moraes ("Astral"), Na versão em vídeo do álbum, estão inclusas as participações do cantor Tatau (em "Arerê"); e das cantoras Daniela Mercury (em "Pan-Americana"); e Margareth Menezes (em "Chão da Praça"). Devido a problemas burocráticos envolvendo gravadora, a participação dos três últimos, só está inclusa na versão do álbum em vídeo, Além disso por motivos mercadológicos, entre as 30 músicas gravadas, foram selecionadas 18. Isso porque, a partir desse número, o projeto teria que se transformar em um álbum duplo, o que acabaria por elevar o preço do disco. O álbum contém em sua totalidade 25 faixas, que revisita os maiores sucessos do catálogo anterior de Sangalo, além de algumas faixas inéditas e regravações de canções gravadas na época em que Sangalo assumida os vocais da Banda Eva, além de "Chica Chica Boom Chic", sucesso de Carmen Miranda e "Desperdiçou" de Sandy & Junior, também estão presentes.
O evento para a gravação do álbum contou com uma equipe reunindo em média 70 a 80 pessoas, e foi orçado em torno de R$ 800 mil. Para comportar o evento, o estádio também passou por algumas adaptações, como a construção de um camarote com a capacidade para três mil pessoas, a colocação de estruturas de madeiras sobre o gramado e a instalação de um palco de 300m2 e dois telões de 70m2 cada. O projeto foi elaborado pelo arquiteto Giuseppe Mazzoni, e o cenário, por Mônica Sangalo, irmã da cantora. Sangalo e o músico Alexandre Lins assinam a produção musical do disco. Um especial com trechos do show e com depoimentos que comemoram os dez anos de carreira da interprete, foi exibido pela MTV pela primeira vez em 2 de abril de 2004, enquanto o CD foi lançado em 26 de abril e o DVD em maio. Para promover o lançamento do disco, em 17 de maio de 2004 a equipe da cantora alugou dez salas do complexo de cinemas UCI, no Aeroclube Plaza Show, em Salvador, para fazer a exibição da obra.

## Recepção

### Crítica
| Críticas profissionais | Críticas profissionais |
| Avaliações da crítica  | Avaliações da crítica  |
| Fonte                  | Avaliação              |
| ---------------------- | ---------------------- |
| Allmusic               | [ 18 ]                 |
| CliqueMusic            | (ótimo)                |
| Carnasite              | [ 20 ]                 |
| ISTOÉ Gente            | [ 21 ]                 |
| Universo Musical       | (positivo)             |

MTV ao Vivo foi bem avaliado criticamente. O site Universo Musical começou a resenha elogiando Ivete, falando que "ela é ótima cantora, é carismática e suas músicas são populares e de qualidade." O site continuou descrevendo o álbum, dizendo que, "Ivete comemora 10 anos de carreira revendo seus sucessos, desde a Banda Eva (‘Eva’, ‘Alô Paixão’) até ‘Sorte Grande’, passando por ‘Carro Velho’, ‘Pererê’, ‘Canibal’ e ‘Festa’. Uma surpresa é a releitura de ‘Chica Chica Boom Chic’, famosa com Carmem Miranda. Os convidados, Gilberto Gil, Sandy e Davi Moraes não acrescentam muito. O brilho de Sangalo já era suficiente para levantar a poeira com um repertório bem selecionado e bem gravado."
Mauro Ferreira, escritor da ISTOÉ Gente, deu ao álbum 3 de 3 estrelas, afirmando que, "Em seus discos de estúdio, Ivete Sangalo nunca conseguiu reeditar com fidelidade a atmosfera calorosa de seus shows, mas a cantora corrige essa falha de sua discografia solo com o lançamento de um bom CD da série MTV ao Vivo." Mauro também analisou que, "Ivete sabe comandar a massa e, no palco, peca somente pelo excesso de animação. Suas repetidas saudações e incentivos ao público soam desnecessárias, porque a multidão já fazia espontâneo coro em sucessos como 'Carro Velho' e 'De Ladinho', hits da Banda Eva nunca gravados ao vivo." O crítico encerrou a resenha dizendo que, "O disco funciona como um atualizado 'best of' da cantora, que só havia lançado CD ao vivo na Banda Eva, mas traz novidades. [...] Para quem gosta de axé, é prato cheio."

### Comercial
MTV ao Vivo foi um enorme sucesso comercial, vendendo mais de 200 mil cópias, em menos de dois meses. Sobre o feito, Sangalo comentou, "Com o aumento da pirataria, perdeu-se completamente o parâmetro do que é muito ou pouco em vendagem de CDs. Espero vender o maior número possível de cópias até para ter o meu trabalho no maior número de lugares." Em setembro do mesmo ano, o álbum já tinha ultrapassado 300 mil unidades comercializadas, enquanto o DVD atingiu a marca de 160.000 unidades, recorde no Brasil. Em novembro, a versão em DVD de MTV ao Vivo recebeu certificação de diamante duplo, pela Pro-Música Brasil pelas mais de 200 mil unidades vendidas do produto. Em 2005, o álbum chegou a marca de 500 mil cópias, recebendo certificado de diamante pela PMB, enquanto o DVD recebeu certificação de diamante quíntuplo, por vendas superiores a 400 mil cópias. Tendo o DVD vendido mais de 700 mil cópias. Até 2012, as vendas combinadas do CD e o DVD do MTV ao Vivo, já haviam ultrapassado a marca de 1,2 milhão de unidades vendidas. Segundo a Pro-Música Brasil a versão em DVD do álbum fechou o ano de 2004 como o mais vendido de todo o Brasil, visto em cópias físicas.
Lançado também em Portugal, o álbum foi o primeiro da carreira de Sangalo a entrar no gráfico "Portugal Albums Top 30", na posição de número 21. Já na terceira semana, o álbum subiu para a posição de número 7, se tornando o "maior ganhador da semana". Na sua oitava semana, o álbum deu uma subida para a posição de número 6, se tornando o pico do álbum. O álbum ficou mais uma semana na posição de pico e 42 semanas ao total.

## Prêmios
O álbum recebeu e concorreu a vários prêmios entre 2004 e 2005. No 12º Prêmio Multishow de Música Brasileira, o álbum concorreu e ganhou o prêmio de "Melhor DVD". Em 2005, Ivete também concorreu e ganhou o Grammy Latino na categoria Melhor Álbum de Música Regional ou de Raizes Brasileiras; sendo a quarta vez consecutiva que a cantora concorreu ao Grammy e primeira vez que saiu vencedora. O CD também recebeu o "Troféu Universo Musical" na categoria "Melhor Álbum ao Vivo". O próprio site afirmou que o álbum "é ótimo, com os principais sucessos da carreira solo e alguns dos tempos de Banda Eva, mais a inédita Flor do Reggae. Ivete é um oásis no universo do axé." Ivete ainda venceu na categoria "Melhor Show", também pelo projeto.

## Promoção
Para promover o lançamento do disco, Sangalo apresentou-se com sua Turnê MTV Ao Vivo (2004-2005), que iniciou-se no dia 25 de julho de 2004, no Credicard Hall, em São Paulo. A setlist contou com sucessos do catálogo anterior de Sangalo, Além das inéditas; "Flor do Reggae", "Chica Chica Boom Chic" e "Céu da Boca", gravadas especialmente para o projeto e que ficaram no 'setlist' da turnê até 2006. Sangalo ainda levou a turnê para o exterior, se apresentou no Rock in Rio Lisboa, além de percorrer por vários países da Europa Sangalo ainda divulgou o disco em vários programas de televisão, incluindo Caldeirão do Huck,
Domingão do Faustão, Altas Horas, Hebe, Mais Você, e A Casa É Sua.
Além das apresentações, o projeto foi promovido através de singles: Em fevereiro de 2004, "Flor do Reggae" foi anunciada como primeiro single do álbum, alcançando o topo das paradas de sucesso e foi a segunda canção mais tocada no Brasil em 2004. O segundo single do álbum foi a canção "Faz Tempo", lançado em agosto de 2004. A balada romântica, anteriormente gravada no álbum Clube Carnavalesco Inocentes em Progresso, foi um sucesso nas paradas, entrando entre as 10 mais pedidas em setembro e alcançando a posição de número 2, em outubro. 
O terceiro single do álbum foi a canção "Céu da Boca", com o cantor Gilberto Gil, lançado em dezembro de 2004. A canção foi um dos grandes sucessos do carnaval de 2005, sendo o ringtone mais baixado em fevereiro de 2005, alcançando o pico de número 2, também em fevereiro. A canção "Só Pra Me Ver", também presente no álbum anterior, foi lançada como single promocional em algumas rádios do Brasil em julho de 2004. A canção alcançou a posição de número 37 nas paradas de sucesso.

## Créditos
| - Ivete Sangalo — vocais e produção - Alexandre Lins — produção - Gigi — baixo - Juninho Costa e Rudney Monteiro — guitarras - Toinho Batera — bateria - Radamés Venâncio — teclados | - Cara de Cobra, Márcio Brasil, Fabinho O'Brian, Dú e Jó — percussão - Letieres Leite — Sax e flauta - Ferreirinha — trombone - Guiga Scott — trompete, Flugel e vocais - Marya Bravo, Juju Gomes e Patrícia Sampaio — vocais de apoio |

## Lista de faixas
| MTV Ao Vivo – Edição padrão |                                                                 |                                                                         |         |  |
| N.º                         | Título                                                          | Compositor(es)                                                          | Duração |  |
| 1.                          | "Medley: "Eva" / "Alô Paixão" / "Beleza Rara"                   | Giancarlo Bigazzi Umberto Tozzi Marcos Ficarelli Jorge Xaréu Ed Grandão | 6:08    |  |
| 2.                          | "Medley: "Vem Meu Amor" / "Nossa Gente (Avisa Lá)"              | Silvio e Guio Roque Carvalho                                            | 6:50    |  |
| 3.                          | "Flor do Reggae"                                                | Ivete Sangalo Gigi Fabinho O’Brian                                      | 4:20    |  |
| 4.                          | "Carro Velho"                                                   | Ivete Sangalo Ninha                                                     | 2:54    |  |
| 5.                          | "Tô na Rua"                                                     | Gal Sales Xexéu II                                                      | 4:39    |  |
| 6.                          | "Empurra-Empurra"                                               | Alain Tavares Gilson Babilônia                                          | 3:03    |  |
| 7.                          | "Céu da Boca" (com a participação de Gilberto Gil)              | Reinaldo Marcel                                                         | 3:29    |  |
| 8.                          | "Chica Chica Boom Chic"                                         | Harry Warren Mack Gordon                                                | 2:59    |  |
| 9.                          | "Só pra Me Ver"                                                 | Sangalo                                                                 | 3:44    |  |
| 10.                         | "Sorte Grande"                                                  | Lourenço                                                                | 4:53    |  |
| 11.                         | "Festa"                                                         | Anderson Cunha                                                          | 3:25    |  |
| 12.                         | "Astral" (com a participação de Davi Moraes)                    | Gustavo Di Dalva Cláudio Martins                                        | 4:44    |  |
| 13.                         | "Faz Tempo"                                                     | Gigi O'Brian                                                            | 4:36    |  |
| 14.                         | "A Lua Q Eu T Dei"                                              | Herbert Vianna                                                          | 3:28    |  |
| 15.                         | "Se Eu Não Te Amasse Tanto Assim" (com a participação de Sandy) | Vianna Paulo Sérgio Valle                                               | 4:16    |  |
| 16.                         | "De Ladinho"                                                    | Léo Bit Bit Gustavo Di Dalva Boghan                                     | 4:29    |  |
| 17.                         | "Pererê"                                                        | Augusto Conceição Chiclete                                              | 3:17    |  |
| 18.                         | "Canibal"                                                       | Sangalo                                                                 | 3:44    |  |
| Duração total:              | Duração total:                                                  | Duração total:                                                          | 1:11:38 |  |

| MTV Ao Vivo – Edição deluxe |                                                                 |                                                                         |         |  |
| N.º                         | Título                                                          | Compositor(es)                                                          | Duração |  |
| 1.                          | "Medley: "Eva" / "Alô Paixão" / "Beleza Rara"                   | Giancarlo Bigazzi Umberto Tozzi Marcos Ficarelli Jorge Xaréu Ed Grandão | 6:08    |  |
| 2.                          | "Medley: "Vem Meu Amor" / "Nossa Gente (Avisa Lá)"              | Silvio e Guio Roque Carvalho                                            | 6:50    |  |
| 3.                          | "Flor do Reggae"                                                | Ivete Sangalo Gigi Fabinho O’Brian                                      | 4:20    |  |
| 4.                          | "Carro Velho"                                                   | Ivete Sangalo Ninha                                                     | 2:54    |  |
| 5.                          | "Tô na Rua"                                                     | Gal Sales Xexéu II                                                      | 4:39    |  |
| 6.                          | "Empurra-Empurra"                                               | Alain Tavares Gilson Babilônia                                          | 3:03    |  |
| 7.                          | "Chica Chica Boom Chic"                                         | Harry Warren Mack Gordon                                                | 2:59    |  |
| 8.                          | "Só pra Me Ver"                                                 | Sangalo                                                                 | 3:44    |  |
| 9.                          | "Sorte Grande"                                                  | Lourenço                                                                | 4:53    |  |
| 10.                         | "Festa"                                                         | Anderson Cunha                                                          | 3:25    |  |
| 11.                         | "Astral" (com a participação de Davi Moraes)                    | Gustavo Di Dalva Cláudio Martins                                        | 4:44    |  |
| 12.                         | "Faz Tempo"                                                     | Gigi O'Brian                                                            | 4:36    |  |
| 13.                         | "A Lua Q Eu T Dei"                                              | Herbert Vianna                                                          | 3:28    |  |
| 14.                         | "Se Eu Não Te Amasse Tanto Assim" (com a participação de Sandy) | Vianna Paulo Sérgio Valle                                               | 4:16    |  |
| 15.                         | "De Ladinho"                                                    | Léo Bit Bit Gustavo Di Dalva Boghan                                     | 4:29    |  |
| 16.                         | "Pererê"                                                        | Augusto Conceição Chiclete                                              | 3:17    |  |
| 17.                         | "Canibal"                                                       | Sangalo                                                                 | 3:44    |  |
| 18.                         | "Arerê" (com a participação de Tatau)                           | Alain Tavares Gilson Babilônia                                          | 5:02    |  |
| 19.                         | "Pan Americana" (com a participação de Daniela Mercury)         | Betão Aguiar Ari Morais Fefé Gurman                                     | 3:19    |  |
| 20.                         | "Chão da Praça" (com a participação de Margareth Menezes)       | Gigi                                                                    | 4:26    |  |
| 21.                         | "Desperdiçou" (com a participação de Sandy & Junior)            | Liah Soares Dani Monaco Rique Azevedo                                   | 3:23    |  |
| 22.                         | "Coleção"                                                       | Cassiano Paulo Zdanowski                                                | 4:05    |  |
| 23.                         | "Levada Louca"                                                  | Tavares Babilônia Lula Carvalho                                         | 5:22    |  |

| MTV Ao Vivo – DVD |                                                                 |                                                                         |         |  |
| N.º               | Título                                                          | Compositor(es)                                                          | Duração |  |
| 1.                | "Medley: "Eva" / "Alô Paixão" / "Beleza Rara"                   | Giancarlo Bigazzi Umberto Tozzi Marcos Ficarelli Jorge Xaréu Ed Grandão | 6:08    |  |
| 2.                | "Medley: "Vem Meu Amor" / "Nossa Gente (Avisa Lá)"              | Silvio e Guio Roque Carvalho                                            | 6:50    |  |
| 3.                | "De Ladinho"                                                    | Léo Bit Bit Gustavo Di Dalva Boghan                                     | 4:29    |  |
| 4.                | "Arerê" (com a participação de Tatau)                           | Alain Tavares Gilson Babilônia                                          | 4:17    |  |
| 5.                | "Carro Velho"                                                   | vete Sangalo Ninha                                                      | 2:54    |  |
| 6.                | "Tô na Rua"                                                     | Gal Sales Xexéu II                                                      | 4:39    |  |
| 7.                | "Empurra-Empurra"                                               | Alain Tavares Gilson Babilônia                                          | 3:03    |  |
| 8.                | "Chica Chica Boom Chic"                                         | Harry Warren Mack Gordon                                                | 4:37    |  |
| 9.                | "Pan-Americana" (com a participação de Daniela Mercury)         | Betão Aguiar Ari Morais Fefé Gurman                                     | 3:20    |  |
| 10.               | "Chão da Praça" (com a participação de Margareth Menezes)       | Gigi                                                                    | 4:30    |  |
| 11.               | "Sorte Grande"                                                  | Lourenço                                                                | 4:53    |  |
| 12.               | "Festa"                                                         | Anderson Cunha                                                          | 3:25    |  |
| 13.               | "Astral" (com a participação Davi Moraes)                       | Gustavo Di Dalva Cláudio Martins                                        | 4:44    |  |
| 14.               | "Só pra Me Ver"                                                 | Sangalo                                                                 | 3:44    |  |
| 15.               | "Ilê Ayê" (com a participação de Gilberto Gil)                  | Gilberto Gil                                                            | 3:44    |  |
| 16.               | "Céu da Boca" (com a participação de Gilberto Gil)              | Reinaldo Marcel                                                         | 3:29    |  |
| 17.               | "Faz Tempo"                                                     | Gigi O'Brian                                                            | 4:36    |  |
| 18.               | "A Lua Q Eu T Dei"                                              | Herbert Vianna                                                          | 3:28    |  |
| 19.               | "Se Eu Não Te Amasse Tanto Assim" (com a participação de Sandy) | Vianna Paulo Sérgio Valle                                               | 4:16    |  |
| 20.               | "Desperdiçou" (com a participação de Sandy & Junior)            | Liah Soares Dani Monaco Rique Azevedo                                   | 3:14    |  |
| 21.               | "Coleção"                                                       | Cassiano Paulo Zdanowski                                                | 3:30    |  |
| 22.               | "Flor do Reggae"                                                | Ivete Sangalo Gigi Fabinho O’Brian                                      | 4:20    |  |
| 23.               | "Pererê"                                                        | Augusto Conceição Chiclete                                              | 3:17    |  |
| 24.               | "Canibal"                                                       | Sangalo                                                                 | 3:44    |  |
| 25.               | "Levada Louca"                                                  | Tavares Babilônia Lula Carvalho                                         | 3:44    |  |
| Duração total:    | Duração total:                                                  | Duração total:                                                          | 2:43:00 |  |

## Desempenho nas tabelas musicais
| País — Tabela musical (2004—05) | Posição de pico |
| ------------------------------- | --------------- |
| Brasil (Brasil Top 20)          | 1               |
| Portugal (Billboard)            | 4               |
| Portugal (Albums Top 30)        | 6               |

| País — Tabela musical (2004) | Posição de pico |
| ---------------------------- | --------------- |
| Brasil (PMB)                 | 3               |

| País — Tabela musical (2004) | Posição de pico |
| ---------------------------- | --------------- |
| Brasil (PMB)                 | 1               |
| País — Tabela musical (2005) | Posição de pico |
| Brasil (PMB)                 | 2               |
| País — Tabela musical (2006) | Posição de pico |
| Brasil (PMB)                 | 17              |
| País — Tabela musical (2007) | Posição de pico |
| Brasil (PMB)                 | 16              |

## Vendas e certificações
| Região                                                                                             | Certificação | Unidades/Vendas |
| -------------------------------------------------------------------------------------------------- | ------------ | --------------- |
| Brasil (Pro-Música Brasil)                                                                         | Diamante     | 500,000         |
| Brasil (Pro-Música Brasil) DVD                                                                     | 6× Diamante  | 700,000         |
| *números de vendas baseados somente na certificação ^distribuições baseadas apenas na certificação |              |                 |